# Yūsuke Inuzuka
Yūsuke Inuzuka (japanisch 犬塚 友輔 Inuzuka Yūsuke; * 13. Dezember 1983 in der Präfektur Shizuoka) ist ein ehemaliger japanischer Fußballspieler.

## Karriere
Inuzuka erlernte das Fußballspielen in der Jugendmannschaft von Júbilo Iwata und der Universitätsmannschaft der Shizuoka-Sangyo-Universität. Seinen ersten Vertrag unterschrieb er 2006 bei Júbilo Iwata. Der Verein spielte in der höchsten Liga des Landes, der J1 League. Für den Verein absolvierte er 80 Erstligaspiele. 2011 wechselte er zum Ligakonkurrenten Ventforet Kofu. Für den Verein absolvierte er fünf Erstligaspiele. 2012 wechselte er zum Ligakonkurrenten Sagan Tosu. Für den Verein absolvierte er vier Erstligaspiele.

## Erfolge
Júbilo Iwata
- J.League Cup

Sieger: 2010